# معرض بنغازي الصناعي
معرض بنغازي الصناعي في بنغازي ليبيا هو معرض افتتح للمرة الأولي في سبتمبر 1982 بمناسبة العيد الثالث عشر للثورة الليبية، حيث ضم أجنحة من منتجات من مختلف المصانع في بلدية بنغازي. لاحقا استخدم كموقع تعرض فيه الشركات الأجنبية منتجاتها، إضافة لوجود عدد من المحال التجارية بداخله. إلا أنه في السنوات الأخيرة قل الاهتمام بنشاط هذا المعرض عكس ما كان عليه في وقت سابق.